# Jim Leighton
James „Jim” Leighton (ur. 24 lipca 1958 w Johnstone) – szkocki piłkarz, w barwach reprezentacji Szkocji w latach 1982–1998 rozegrał 91 meczów. Obecnie pracuje w sztabie szkoleniowym Aberdeen FC.

## Kariera piłkarska

### Kariera klubowa
Grał na pozycji bramkarza.
Największe sukcesy odnosił na początku lat 80., kiedy prowadzony przez Alexa Fergusona Aberdeen FC, w którego bramce występował Leighton, dwukrotnie zdobywał mistrzostwo Szkocji (1984 i 1985), czterokrotnie wygrywał w rozgrywkach o Puchar Szkocji, dwukrotnie w Pucharze Ligi oraz w 1983 roku triumfował w Pucharze Zdobywców Pucharów.
Kiedy angielski bramkarz Peter Shilton zobaczył grę młodego Leightona powiedział: Szkocja nareszcie rozwiązała problem w obsadą bramki. Szkot nie tylko skutecznie zatrzymywał ataki rywali, ale i grał bardzo efektownie, przez co z miejsca zyskał sympatię kibiców.
W 1988 roku Ferguson zabrał 30-letniego bramkarza do Manchesteru United. Jego pierwszy sezon na Old Trafford był względnie udany, ale w drugim zaczął popełniać wiele błędów. W końcu stracił bluzę pierwszego bramkarza i po krótkich wypożyczeniach spędzonych w Reading FC (8 meczów), Arsenalu (0 meczów) i Sheffield United F.C. (0 meczów), został sprzedany do szkockiego Dundee FC.
W połowie lat 90. grał jeszcze w Hibernian. Karierę sportową zakończył w 2000 roku w wieku 42 lat w Aberdeen.

### Kariera reprezentacyjna
W reprezentacji Szkocji debiutował w wieku 24 lat 13 października 1982 roku i przez następne szesnaście lat był pierwszym bramkarzem drużyny narodowej. Był rezerwowym na Mundialu 1982. W kolejnych turniejach o Puchar Świata, w których występowała Szkocja – w 1986, 1990 i 1998 – grał już we wszystkich meczach. Wraz z Andy Goramem stanowił parę bardzo trudnych do przejścia bramkarzy (wspieranych przez twardą i nieustępliwą grę defensorów reprezentacji Szkocji), co udowodniły wyniki: w eliminacjach do Euro 1996 i Mistrzostw Świata 1998 Szkoci w 20 meczach ponieśli tylko dwie porażki (z Grecją w grudniu 1994 oraz Szwecją w kwietniu 1997) i stracili łącznie tylko 6 bramek, z czego dwie z rzutów karnych. Jednym z ostatnich meczów Jimiego Leightona w kadrze było przegrane 0:3 spotkanie z Marokiem na Mundialu w 1998 roku. Niestety, 40-letni wówczas bramkarz zagrał słabo i przyczynił się do przedwczesnego odpadnięcia Szkotów z turnieju.
Tylko raz, na początku lat 90., stracił pozycję bramkarza numer jeden w Szkocji na rzecz Andy’ego Gorama, którego grę w czasie Euro 1992 i Euro 1996 obserwował z ławki rezerwowych.
Jednym z najlepiej rozegranych spotkań w karierze reprezentacyjnej Jimiego Leightona był wygrany przez Szkotów 1:0 mecz ze Szwecją 10 listopada 1996. Menedżer Craig Brown powiedział w wywiadzie (po wygranych eliminacjach), że Leighton wówczas „przeszedł samego siebie”.
Ostatni raz Jim Leighton zagrał w reprezentacji w wygranym 3:2 przez Szkotów meczu eliminacyjnym do Euro 2000 z Estonią 10 października 1998 roku.

## Kariera szkoleniowa
Od 2000 roku jest trenerem bramkarzy w Aberdeen FC.